# Separate Ways (album Elvis Presley)
Separate Ways è un album compilation di Elvis Presley pubblicato nel 1973 dalla RCA Records attraverso la sua sottosezione economica RCA-Camden esattamente un mese dopo la pubblicazione di un'altra raccolta di Elvis: Burning Love and Hits from His Movies, Volume 2.

## Descrizione
Separate Ways fu il secondo e ultimo tentativo messo in atto dalla RCA di riciclare vecchie registrazioni di Presley già pubblicate in precedenza accorpandole con un recente singolo di successo, in questo caso Separate Ways e il suo lato B Always on my Mind. Il resto dell'album (che non venne all'epoca pubblicizzato come una compilation) consiste in un misto di brani provenienti dalle colonne sonore di precedenti film di Elvis degli anni sessanta, più un'altra canzone, Old Shep, datata 1956.

### Title track
Presley registrò il brano Separate Ways, scritto da Red West e Richard Mainegra, il 27 marzo 1972, e la ballata Always on My Mind il 29 marzo. Le due canzoni furono pubblicate come singolo il 31 marzo 1972. Il disco raggiunse la posizione numero 16 della classifica "Hot Country Singles" di Billboard nel novembre 1972. In Gran Bretagna i due lati del singolo vennero invertiti, Always on My Mind (maggiormente gradita dal pubblico britannico) divenne il lato A, mentre Separate Ways diventò quindi la B-side.

## Tracce
1. Separate Ways
2. Sentimental Me
3. In My Way
4. I Met Her Today
5. What Now, What Next, Where To
6. Always on My Mind
7. I Slipped, I Stumbled, I Fell
8. Is It So Strange
9. Forget Me Never
10. Old Shep